# Les Temps Liquides

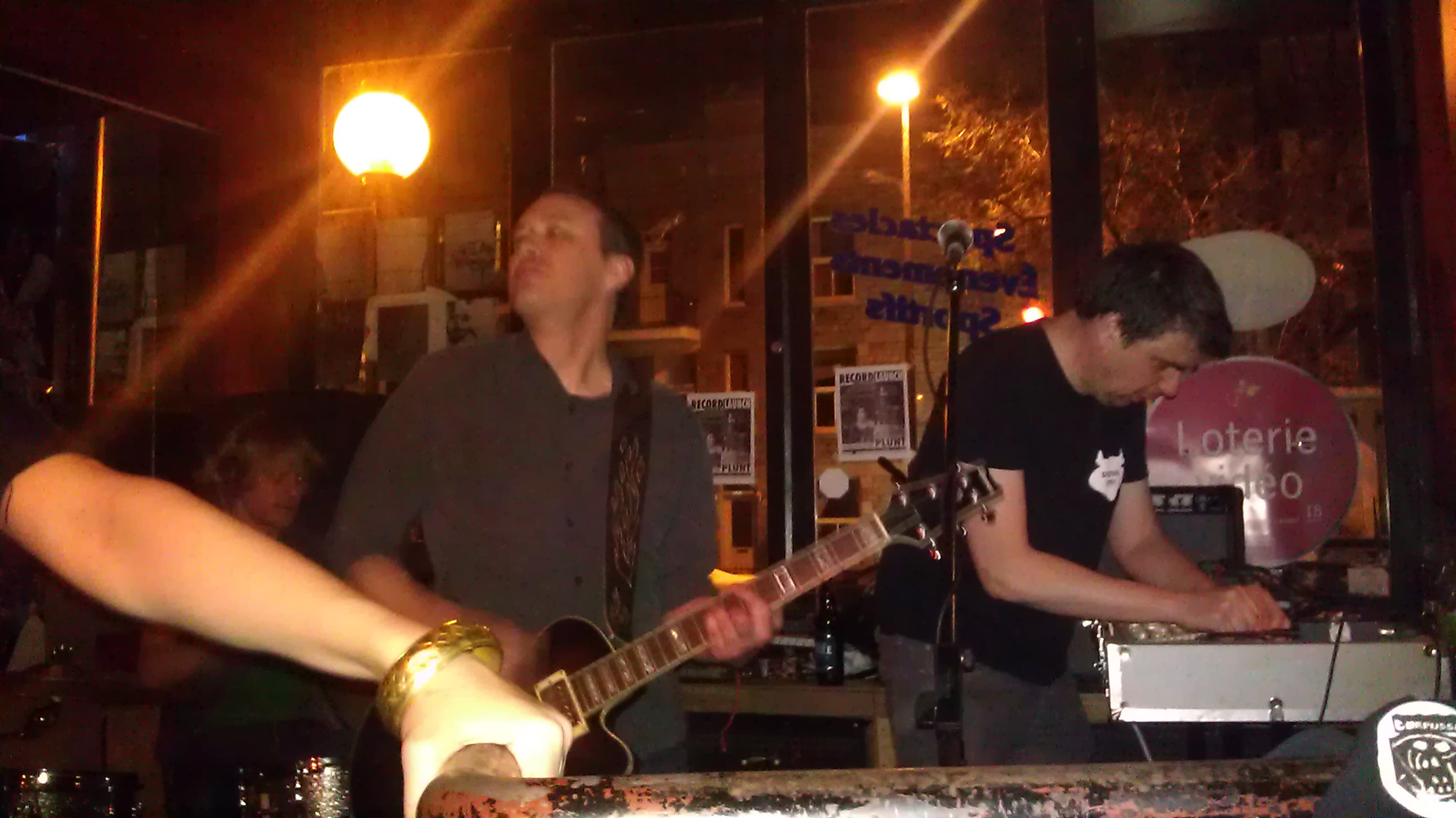
Spectacle Les Temps Liquides chez Bistro Paris à Montréal en 2015.

Les Temps Liquides, ou LTL, est un groupe rock fondé à Montréal au milieu des années 1990. Au départ, le projet n'est que le véhicule pour les compositions abstraites et électroniques de Frank Liquide, mais à la fin des années 1990, des échantillons de guitares et de d'autres instruments associés au rock commencent à être intégrés à des compositions qui respectent de plus en plus les structures et les conventions de la musique populaire. Frank Liquide débute alors à collaborer avec divers musiciens.
Malgré une certaine évolution au fil des ans, les chansons sont généralement exécutées dans un style approximatif et réalisées avec des moyens techniques plus que limités, s'inspirent de la mentalité punk et d.i.y, mais témoignent d'une volonté d'aborder plusieurs genres, notamment l'électro, l'indie rock, le hardcore, le post punk et, bien entendu, le punk rock.
À la suite de la parution en 2006 du troisième album, Le truc c'est de tout faire à la botch, Les Temps Liquides commencent à se produire en spectacle dans une multitude de petites salles montréalaises. Les performances du début, souvent chaotiques et confuses, ont peu à peu fait place à une exécution plus précise et cohérente, bien que toujours spontanées et imprévisibles.
Au début 2009, Frank Liquide décide de mettre un terme à l'expérience même s'il n'a jamais été clairement établi que la production discographique cesserait pour autant. À l'hiver 2010, il a laissé savoir qu'un nouvel album était en préparation mais qu'il retournerait à la formule initiale, c'est-à-dire à une formule strictement studio, et qu'il s'entourerait de collaborateurs, anciens comme nouveaux.

## Membres
- Frank Liquide
- Trey Liquide
- Abdullah la Botcheuse
- Dewso
- Pofo
- Fritz
- Keyb Master Pied

### Collaborateurs
- Farmer

## Discographie
- Viva la rock'n'roll (2000)
- Paysages pour les déshérités de l'ère du flou (2002)
- Le truc c'est de faire tout à la botch (2006)
- Begging for blood (2007)
- Chinese Democracy (2008)

## Autres projets
- Frank Liquide mène un projet synth pop nommé Police des Mœurs avec qui il a fait paraitre un EP à l'hiver 2010. Il a également fait paraitre des chansons sous les pseudonyme de Centimètre et de Tout est Faux et affirme qu'il a un autre projet nommé Malheureusement. Il rédige en outre un roman depuis plusieurs années, à un rythme de 3 à 10 pages par année. Selon ce que celui-ci a confié à ses proches, ce roman contient des références à des espions néo-nazis, à la théosophie, à Thomas Edison et à une communauté anarcho-utopiste du début du XXe siècle. Il met en scène 4 personnages principaux dont l'un d'eux vit en banlieue de Montréal, dans un trou creusé dans un champ. Un autre des personnages est défiguré lorsque sa maison s'effondre sous le poids de sa collection de disques. Frank Liquide a également chanté dans Sodomized MP (hardcore), Mass Murder (hardcore), Tourista (hardcore), Les Pétunias (hardcore métallique progressif) et brièvement dans une version ébauchée de ce qui allait devenir The Confusers (punk rock).
- Dewso, anciennement de Monsieur Toad et des Tératologues, deux groupes montréalais des années 1990, a fait paraître en 2003 son album Hungry Wits on Hungry Lips. Il joue également joué avec Mikrob.
- Quant à lui, Trey Liquide œuvre également au sein des groupes rock Absolu et Laypoopaypodtight et Le volume était au maximum. Il fut membre, lui aussi, de Monsieur Toad et de Mikrob. Il a commencé sa carrière musicale comme chanteur du groupe punk Obvious Problems à la fin des années '80.
- Pofo a joué avec les formations Nomad Nabo (polka-punk-prog) et Karmad'aï (pop rock).
- Abdullah la botcheuse réalise des albums sous le nom de Donzelle (électro, hip hop).
- Fritz est membre de Le volume était au maximum.